# Kurd Királyság
A Kurd Királyság egy rövid életű, hivatalosan el nem ismert állam volt a Közel-Keleten, az Oszmán Birodalom felbomlása után. Hivatalosan a terület az iraki brit mandátumterület része volt.

## Mahmud Barzanji forradalma
Az Oszmán Birodalom összeomlásakor az iraki kurdok Mahmud Barzanji vezetésével kikiáltottak egy független államot. 1922 szeptemberében a szunnita régió elnevezését hivatalosan Kurd Királysággá változtatták.
A szúfista sejk volt az egyik legbefolyásosabb vallási vezető Kurdisztán déli részén. Korábban a duhoki szandzsákot vezette, de az első világháború végén nyíltan fellázadt és csapataival átállt a britek oldalára. 1919 májusában kiáltották ki először a független államot, de azt a gyarmatosító hadseregek már júniusban legyőzték.
1921 október 10-én a fegyverszünet aláírása után Szulejmánijja városában, a kurdok akkori központjában a függetlenség kikiáltása mellett létrehozták az ország kormányát is.
A sèvres-i békeszerződés után az ország területét még a brit mandátumterületek irányítása alá helyezték. Miután a török függetlenségi háborúban török csapatok hatoltak be a régióba, a britek elhatározták a terület újbóli megszállását Mahmud sejk tiltakozása ellenére 1922 szeptemberében. A kurdok ismét felkeltek a megszálló seregek ellen és kikiáltották a független Kurd Királyságot, első uralkodójának a korábbi sejket téve meg. Emellett egy új kormányt is létrehoztak:
- Qadar Hafees sejk – Miniszterelnök
- Abdulkarim Alaka, egy keresztény kurd – pénzügyminiszter
- Ahmed Bagy Fatah bég – gazdaságügyi miniszter
- Hajy Mala Saeed Karkukli – igazságügyi miniszter
- Hema Abdullah aga – munkaügyi miniszter
- Mustafa Yamolki pasa – oktatásügyi miniszter[9]
- Mohammed Gharib sejk – belügyminiszter
- Zaky Sahibqran – hadügyminiszter, a Kurd Nemzeti Hadsereg főparancsnoka

A frissen függetlenedett állam totális vereséget szenvedett Nagy-Britanniától 1924 júliusában. 1926 januárjában a Népszövetség Irak révén Nagy-Britanniának ítélte a területet, amellett biztosította a kurdok autonóm státuszát. 1930-31-ben Mahmud még tett egy utolsó kísérletet a kurd függetlenségért, de csúfos kudarca és támogatók hiányában végleg visszavonult a közélettől.
1932-ben az iraki kormányban a Brit Királyi Légierő parancsnoka hivatalosan is kimondta a kurd állam megszűnését.

## Lásd még
- Araráti Köztársaság
- Mahabádi Köztársaság
- Kurd nyelv

## Fordítás
Ez a szócikk részben vagy egészben  a   Kingdom of Kurdistan című angol Wikipédia-szócikk ezen változatának fordításán alapul.  Az eredeti cikk szerkesztőit annak laptörténete sorolja fel. Ez a jelzés csupán a megfogalmazás eredetét és a szerzői jogokat jelzi, nem szolgál a cikkben szereplő információk forrásmegjelöléseként.